# Jean-Louis Cap
Jean-Louis Cap est l'un des principaux réalisateurs de télévision français.
Il a remporté une Victoire de la musique en 2008, pour la réalisation du DVD Le Soldat rose. Lors de cette cérémonie, il a annoncé avoir fait près de 4000 heures d'antenne en 42 ans de carrière, et que son fils, Ben, prenait la relève.

## Réalisation
Émissions
- Nice People - TF1
- L'École des fans - France 2
- C'est tous les jours Noël - France 2
- On a tout essayé - France 2
- On n'a pas tout dit - France 2
- Le Grand Journal - Canal+
- Les Guignols de l'info - Canal+
- Les Victoires de la musique classique et du jazz - France 3
- L'Album de la Semaine (live) - Canal+
- Les Robins des Bois - La Cape et l'Épée - Canal+
- Groland Magzine - Canal+
- Nulle part ailleurs - Canal+
- Loft Story - M6

Captations
- Dany Boon - Je vais bien, tout va bien
- Gad Elmaleh - Décalage et Papa est en haut
- Les Robins des Bois - Le Spectacle
- Les Vamps - Lâcher de  Vamps
- Les Vamps - Ah ben, les r'voilà
- Jean-Marie Bigard - Oh Ben oui
- Jean-Marie Bigard - Le nouveau Bigard au Palais Des Glaces
- Jean-Marie Bigard - Intégral à l'Olympia
- Jean-Marie Bigard - 100 % tout neuf
- Jamel Debbouze - Jamel en scène
- Le Soldat rose
- Les Wriggles - Acte V au Trianon